# Борзя-2 (аеродром)
Борзя-2 (іноді Чиндант) — військовий аеродром в Забайкальському краї Росії, розташований 13 км на захід від міста Борзя. Місцем розосередження цієї авіабази був Арабатук, розташований 30 км від Борзі.

## Історія
Підрозділи, які були дислоковані на Борзі:
- 189-й ГвВБАП[виноска 1] на літаках Су-17 М3 близько 1988 року. Цей полк підпорядковувався 23-й повітряній армії.[2]
- 101-й окремий розвідувальний авіаційний полк на Су-17.[3]